# Challenger de Bari 2021
El torneo Open Città di Bari 2021 fue un torneo de tenis perteneció al ATP Challenger Tour 2021 en la categoría Challenger 80. Se trató de la 1.ª edición, el torneo tuvo lugar en la ciudad de Bari (Italia), desde el 22 hasta el 28 de noviembre de 2021 sobre pista dura al aire libre.

## Jugadores participantes del cuadro de individuales
| Favorito | País                      | Jugador          | Rank1 | Posición en el torneo |
| -------- | ------------------------- | ---------------- | ----- | --------------------- |
| 1        | Bandera de España         | Carlos Taberner  | 99    | Segunda ronda         |
| 2        | Bandera de Dinamarca      | Holger Rune      | 108   | Primera ronda, retiro |
| 3        | Bandera de Alemania       | Oscar Otte       | 116   | CAMPEÓN               |
| 4        | Bandera de Estados Unidos | Maxime Cressy    | 124   | Primera ronda         |
| 5        | Bandera de Serbia         | Nikola Milojević | 136   | Primera ronda         |
| 6        | Bandera de Italia         | Federico Gaio    | 152   | Primera ronda         |
| 7        | Bandera de Italia         | Roberto Marcora  | 199   | Primera ronda         |
| 8        | Bandera de Alemania       | Daniel Masur     | 204   | FINAL                 |

- 1 Se ha tomado en cuenta el ranking del 15 de noviembre de 2021.

### Otros participantes
Los siguientes jugadores recibieron una invitación (wild card), por lo tanto ingresan directamente al cuadro principal (WC):
- Luca Nardi
- Luca Potenza
- Oleksandr Ovcharenko

Los siguientes jugadores ingresan al cuadro principal tras disputar el cuadro clasificatorio (Q):
- Fabrizio Andaloro
- Antoine Bellier
- Sebastian Fanselow
- Francesco Maestrelli

## Campeones

### Individual Masculino
- Oscar Otte derrotó en la final a  Daniel Masur, 7–5, 7–5

### Dobles Masculino
- Lloyd Glasspool /  Harri Heliövaara derrotaron en la final a  Andrea Vavassori /  David Vega Hernández, 6–3, 6–0